# Uskrsnuće Kristovo (El Greco)
Uskrsnuće Krista je tema kojoj se El Greco (španjolski za “Grk”), službeni slikar španjolskog dvora na kraju 16. st., vraćao više puta tijekom svoga života. Najpoznatije je njegovo kasno ulje na platnu koje je danas u muzeju Prado u Madridu.
Na toj slici El Grecov manirizam, zasnovan na bizantskoj tradiciji i protureformaciji, je stavljen u službu kršćanskog misticizma, osobito u načinu prikazivanja svjetla. Površina slike je oživljena plamičcima treperave svjetlosti, dok je trodimenzionalni prostor radikalno skučen u izduženu vertikalnu kompoziciju. Svijetli Krist, izrazito vretenasto izduženog tijela, se ocrtava na tamnoj pozadini dok se uzdiže prema svjetlu, a njegova aureola je u obliku dijamanta. Rimski vojnici izražavaju svoje negodovanje zavrnutim i nestabilnim pozama, neki od njih su zaslijepljeni božanskim svjetlom, a jedan od vojnika pada izvan okvira slike, prema promatraču. 

## Poveznice
- El Greco
- Manirizam

## Vanjske poveznice
- Uskrnuće Krista  Arhivirana inačica izvorne stranice od 21. lipnja 2015. (Wayback Machine) na stranicama fundacije El Greco